# Lemuel Abbott (Dichter)
Lemuel Abbott (geboren um 1730; gestorben im April 1776) war ein englischer Kleriker und Dichter. 1756 wurde er Kurat in Anstey in Leicestershire, 1773 Vikar von Thornton. Vermutlich war er der Vater des Malers Lemuel Francis Abbott (* um 1760; † 1802). 1765 veröffentlichte er einen schmalen Lyrikband mit geistlichen Themen, zumeist hymnische Paraphrasen biblischer Texte; vorangestellt ist dem Band ein Essay über die englische Metrik.

## Publikationen
- Poems on various subjects, whereto is prefixed a short essay on the structure of English verse. Samuel Creswell, Nottingham 1765 (archive.org).